# Mathetik
Die Mathetik ist die Wissenschaft vom Lernen.
Das Wort „Mathetik“, vom altgriechischen μάθησις mathēsis „das Lernen“ zu μανθάνω manthanō „ich lerne, verstehe“ und μάθημα mathēma „das Gelernte“, bezieht sich auf „lernen“, sowohl im Sinne eines Prozesses als auch eines plötzlichen Erkenntnisgewinnes mit der ähnlich schon von Platon gebrauchten Bedeutung. In ihrer Konzeption geht die Mathetik auf den aus dem östlichen Mähren stammenden Jan Amos Komensky (= Johann Amos Comenius, 1592–1670) zurück, der in seiner Didactica magna die Didaktik als „Lehrkunst“ und die Mathetik als „Lernkunst“ bezeichnete. Damit orientiert sich die Mathetik empfängerbezogen am Lernenden, während die Didaktik senderbezogen vom Lehrenden ausgeht.
In ihrer Grundbedeutung schließt Mathetik heute jede Art des Lernens ein, also die Erforschung des Lernens sowohl mit als auch ohne Lehrer. Das Spektrum reicht hier vom Verständnis der Mathetik als „Technologie“ bis hin zur Betonung einer „menschengerechten“ beziehungsweise „gehirngerechten“ Orientierung des Lernens an den Bedürfnissen des Lernenden. Bestätigung finden die in der kritischen Pädagogik – bzw. Kritik der Pädagogik – gewonnenen Erkenntnisse der Mathetik auch durch die modernen Neurowissenschaften, deren Forschungsergebnisse mit traditionellen Praktiken der Wissensvermittlung in Schule und Beruf nach Ansicht des Psychiaters M. Spitzer teilweise nicht im Einklang stehen.

## Mathetik in der schulischen Pädagogik
Der Begriff der Mathetik war nahezu in Vergessenheit geraten, bis Hartmut von Hentig ihn 1983 in einem Gutachten für die Freie Schule Frankfurt wieder aus der Versenkung geholt hat. „Mathetik ist eine notwendige Korrektur des gedankenlos verabsolutierten Prinzips der Didaktik: dass Lernen auf Belehrung geschähe“ (von Hentig 1985, S. 28).
Mathetik betrachtet schulisches Lernen aus dem Blickwinkel des Schülers und charakterisiert das Verhältnis zwischen Lehrperson und Lernenden als ‚symmetrisch‘ und ‚herrschaftsfrei‘. Das bedeutet, Schüler und Lehrperson stehen auf einer Ebene. Die Lehrperson ist nicht ‚Herr‘ des Lernenden, sondern Lernberater und helfender Erzieher.
Mathetik – verstanden als Gegenpol zur (lehrerorientierten) Didaktik – schließt das individualisierte unterrichtliche Voranschreiten vom „präoperationalen“ über „konkretes“ hin zum ‚formalen Operieren‘ ein. Sie relativiert die in der ‚Lernziel-orientierten Didaktik‘ betonte, dezidierte Evaluation dahingehend, dass eine punktgenaue ‚Lernzielkontrolle‘ häufig nicht möglich und sinnvoll ist.
Mathetik impliziert das ‚konstruktivistische‘ Verständnis von Lernen, das dieses als aktiven, selbst-organisierenden (autopoietischen) Prozess versteht, bei dem die je eigenen ‚Wirklichkeiten‘ des Individuums von diesem ‚konstruiert‘ werden (Konstruktivismus).
Mathetik bezieht darüber hinaus die ‚ganzheitliche‘ Sichtweise des Schülers mit ein. Dabei greift der im vorliegenden Zusammenhang unterschiedlich belastete Begriff der ‚Ganzheitlichkeit‘ auf die Ganzheitstheorie zurück, die im Sinne einer humanistischen Persönlichkeitstheorie zu verstehen ist. Sie sieht jede einzelne Handlung des Menschen im Zusammenhang mit seiner Gesamtpersönlichkeit und erkennt alle Erfahrungen, die er mit sich und seiner Umwelt macht, als umfassendes Erleben und integratives Zusammenwirken.
Zusammengefasst sprechen die Überlegungen zu einer Mathetik beispielsweise gegen eine technisierte Unterrichtsvorbereitung und gegen ein lehrerzentriertes ‚Durchziehen‘ des Unterrichts am Schüler vorbei. Sie postuliert, immer wieder einen Perspektivenwechsel vorzunehmen und das bewusste, strukturierte Lehren im Unterricht stets neu, ‚ganzheitlich‘ vom Lernen des Schülers aus zu betrachten, das – wie genannt – ‚konstruktivistisch‘ geprägt erscheint. Daraus folgt für die Lehrperson, sich einem relativistischen Standpunkt zu verpflichten und zu einer Haltung aufgefordert zu sein, welche die eigenen Beurteilungen stets in Frage stellt. In der Konsequenz heißt das, Lehren vor allem als strukturiertes, umfassendes Angebot an den Lernenden zu sehen, das nicht nur auf der Inhalts-, sondern auch auf der Beziehungsebene abläuft. Damit beinhaltet es einerseits das Lernen selbst und spricht andererseits nicht nur die Kognition, sondern auch Emotion, Motivation und Volition (Willen) des Lernenden an.
Kritiker des Begriffs Mathetik verweisen darauf, dass hier eine Gegenposition zu einem sehr eingeengten Verständnis von Didaktik künstlich aufgebaut wird. Die unter dem Schlagwort vorgebrachten Überlegungen sind demnach schon immer zentraler Bestandteil von Theorien und Modellen der Didaktik und beinhalten demnach auch keine neue und spezifische Forschungsrichtung der aktuellen Bildungs- bzw. Lehr-Lernforschung: Didaktik befasst sich immer mit dem Lehren und Lernen, wobei und weil zwischen beiden im Sinne des Didaktischen Dreiecks enge Bezüge bestehen. Ein didaktisch nicht nur vertretbarer, sondern situationsspezifisch sogar sinnvoller Perspektivwechsel, etwa in Form der von den Psychologen Tausch/Tausch unterschiedenen Formen des lehrerzentrierten, schülerzentrierten und sozialintegrativen Unterrichts tut dem grundsätzlich keinen Abbruch. Er trennt nicht die Bereiche des Lehrens und Lernens, sondern führt sie zusammen, gehört damit zu einer flexiblen, immer aufeinander bezogenen, den Lernprozessen förderlichen Unterrichtsweise, die nicht abstrakt und formalistisch in Lehren und Lernen zerstückelt werden kann und sollte. Mathetik spielt entsprechend in der Schulpädagogik und in der Lehrerbildung heute faktisch keine Rolle und wird auch in der wissenschaftlichen Diskussion kaum noch aufgegriffen.

## Mathetik in der beruflichen Weiterbildung
Bei im Berufsleben stehenden Lernenden wird eine stärkere Eigeninitiative vorausgesetzt als beim schulischen Lernen. Für eine effiziente Wissensvermittlung im Beruf wäre daher zu erwarten, dass sich innerbetriebliche Wissensvermittlung, Kundenschulungen sowie beispielsweise die Gestaltung von Handbüchern und Gebrauchsanweisungen vorwiegend an den Bedürfnissen interner und externer Kunden orientieren. Trotzdem ist der Begriff der Mathetik im Bereich der beruflichen Weiterbildung weitgehend unbekannt.